# 32P/Comas Solà
32P/Comas Solà és un cometa periòdic actualment amb un període orbital de 8,8 anys. Fou descobert per l'astrònom català Josep Comas i Solà des de l'Observatori Fabra de Barcelona, el 5 de novembre de 1926, mentre prenia fotografies del cel amb el telescopi fotogràfic de 6 polzades, com a part del seu treball de recerca d'asteroides.
Una vegada determinada l'òrbita, l'evolució anterior del cometa es convertí en un focus d'interès, ja que alguns astrònoms suggeriren que podria tractar-se del cometa periòdic perdut Spitaler (113P/Spitaler). Posteriorment, després del periheli de 1935 P. Ramensky investigà el moviment orbital remuntant-se a 1911 i demostrà que el maig de 1912 el cometa Comas Solà havia passat molt a prop de Júpiter i que abans d'aquesta data el seu periheli es trobava a 2,15 ua, en lloc de les 1,8 ua actuals, i tenia un període de 9,43 anys. D'aquesta manera quedà eliminada la possibilitat que fos en realitat el cometa Spitaler.
1. 1 2  «JPL Small-Body Database». [Consulta: 21 novembre 2023].
2. 1 2 3 4 5 6 7 8 9  «JPL Small-Body Database». [Consulta: 5 gener 2024].